# Entronque de Herradura
Entronque de Herradura is een dorp (consejo popular) in de Cubaanse provincie Pinar del Río. Het dorp heeft een oppervlakte van 59,84 km² en telt 9828 inwoners (2011).